# Starr Andrews
Starr Andrews (* 23. Juni 2001 in Los Angeles) ist eine US-amerikanische Eiskunstläuferin, die im Einzellauf antritt.

## Sportliche Karriere
Starr Andrews’ Mutter Toshawa Andrews, die Eiskunstlauf als Hobby betreibt, nahm ihre Tochter häufig mit zum Training. So begann sie im Alter von drei Jahren mit dem Eislaufen.
Als Andrews neun Jahre alt war, trat sie in einem lokalen Wettbewerb mit einem Programm zu Whip My Hair von Willow Smith an, das ihre Mutter und ihre Tante für sie entworfen hatten. Die Familie veröffentlichte ein Video davon auf Youtube, wo es sich zu einer viralen Sensation entwickelte und inzwischen mit 57 Millionen Aufrufen eins der meistgesehenen Eiskunstlauf-Videos auf Youtube ist (Stand: Oktober 2022). Andrews sagt dazu, sie habe damals die Auswirkungen der Veröffentlichung nicht verstanden, bedaure sie aber nicht, auch weil die Bekanntheit des Videos ihr geholfen habe, Förderung für ihr Training zu erhalten.
2016 gewann Andrews die Silbermedaille bei den US-amerikanischen Juniorenmeisterschaften und nahm erstmals an internationalen Juniorenwettbewerben – dem Junioren-Grand-Prix und den Juniorenweltmeisterschaften – teil.

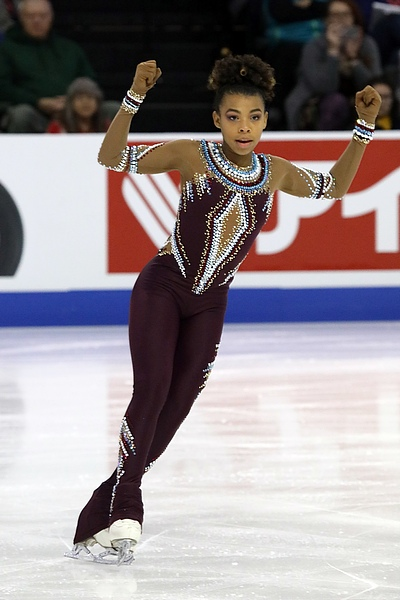
Starr Andrews bei ihrem ersten Grand-Prix-Wettbewerb, Skate America 2018

Zur Saison 2017/18 wechselte Andrews zu den Erwachsenen. Für ihre Kür nahm sie ihr eigenes Cover von Whitney Houstons Lied One Moment in Time auf. Sie vertrat die USA bei den Vier-Kontinente-Meisterschaften, wo sie den 7. Platz erreichte. Ab der folgenden Saison erhielt sie Einladungen in die Grand-Prix-Serie. Für ihre Programmmusik für die Saison 2021/22 nahm Andrews erneut eine eigene Coverversion auf, diesmal zu At Last von Etta James.
Seit ihrer Kindheit litt Andrews unter Herzrhythmusstörungen, die ihr Training und Wettbewerbe erschwerten. So musste sie 2021 die Teilnahme an ihrem zweiten Grand-Prix-Wettbewerb in Frankreich abbrechen. Im Sommer 2022 gab sie bekannt, dass bei ihr eine supraventrikuläre Tachykardie diagnostiziert wurde. Sie werde sich einer Operation unterziehen und in der kommenden Saison wieder antreten.
Die Saison 2022/23 begann Andrews, die sich rechtzeitig von ihrer Herz-Operation erholt hatte, mit der Nebelhorn Trophy. Mit ihrem Kurzprogramm zu Dancing with the Devil von Demi Lovato und ihrer Kür zu Je suis malade, gesungen von Lara Fabian, erreichte sie den 6. Platz. Im Grand-Prix-Wettbewerb Skate Canada 2022 lag sie nach dem Kurzprogramm auf dem 5. Platz. Mit einer persönlichen Bestleistung in der Kür einer und neuen, um 10 Punkte verbesserten persönlichen Gesamtbestleistung gewann sie die Silbermedaille.

## Engagement
Starr Andrews setzt sich für einen inklusiven Eiskunstlaufsport ohne Rassismus ein und möchte besonders afroamerikanische Kinder und Jugendliche ermutigen. Ihr Programm zu dem Lied Black Like Me von Mickey Guyton, das Andrews 2020 zur Unterstützung der Black-Lives-Matter-Bewegung veröffentlichte, erregte Aufmerksamkeit in den sozialen Medien und wurde unter anderem von Michelle Obama als Inspiration hervorgehoben. Auch für die Gala des Grand Prix in Kanada 2022 entschied sich Andrews mit ihrem Auftritt zu Free Your Mind des Trios En Vogue für ein Lied, das sich gegen sexistische und rassistische Vorurteile wendet.
Andrews ist Botschafterin des Mabel Fairbanks Skatingly Yours Fund, der People of Color im Eiskunstlauf fördert und von dem auch Andrews selbst Förderung erhält.

## Ergebnisse
| Meisterschaft / Saison             | 2016/17 | 2017/18 | 2018/19 | 2019/20 | 2020/21 | 2021/22 | 2022/23 | 2023/24 |
| ---------------------------------- | ------- | ------- | ------- | ------- | ------- | ------- | ------- | ------- |
| Vier-Kontinente-Meisterschaften    |         | 7.      |         |         |         | 9.      |         |         |
| U.S. Figure Skating Championships  |         | 6.      | 8.      | 6.      | 12.     | 9.      | 4.      |         |
| Grand-Prix-Serie / Saison          | 2016/17 | 2017/18 | 2018/19 | 2019/20 | 2020/21 | 2021/22 | 2022/23 | 2023/24 |
| Internationaux de France           |         |         |         | 5.      |         | Z       |         |         |
| NHK Trophy                         |         |         |         | 8.      |         |         |         |         |
| Skate America                      |         |         | 10.     |         | 8.      | 10.     |         |         |
| Skate Canada                       |         |         | 7.      |         |         |         | 2.      | 8.      |
| Challenger-Serie+Sonstige / Saison | 2016/17 | 2017/18 | 2018/19 | 2019/20 | 2020/21 | 2021/22 | 2022/23 | 2023/24 |
| Autumn Classic International       |         |         | 7.      |         |         | 5.      |         |         |
| Asian Open Figure Skating Trophy   |         |         | 5.      |         |         |         |         |         |
| Cup of Austria                     |         |         |         |         |         | 5.      |         |         |
| Finlandia Trophy                   |         |         |         | 5.      |         |         |         |         |
| Golden Spin of Zagreb              |         | 6.      |         |         |         |         |         |         |
| Lombardia Trophy                   |         |         |         | 5.      |         |         |         |         |
| Nebelhorn Trophy                   |         |         |         |         |         |         | 6.      |         |
| Egna Spring Trophy                 |         |         | 2.      |         |         |         |         |         |
| Challenge Cup                      |         |         | 2.      |         |         |         |         |         |
| Juniorenwettbewerb / Saison        | 2016/17 | 2017/18 | 2018/19 | 2019/20 | 2020/21 | 2021/22 | 2022/23 | 2023/24 |
| Juniorenweltmeisterschaften        | 12.     | Z       |         | 8.      |         |         |         |         |
| Junior Grand Prix Österreich       |         | 5.      |         |         |         |         |         |         |
| Golden Bear of Zagreb              | 1.      |         |         |         |         |         |         |         |
| Golden Spin of Zagreb              |         |         |         | 2.      |         |         |         |         |
| U.S. Figure Skating Championships  | 2.      |         |         |         |         |         |         |         |
| Z = zurückgezogen                  |         |         |         |         |         |         |         |         |